# Rifugio Giuseppe Garibaldi (Gran Sasso)
Das Rifugio Giuseppe Garibaldi (oder abgekürzt nur Rifugio Garibaldi deutsch Garibaldihütte) ist eine Schutzhütte der Sektion L’Aquila des Club Alpino Italiano (CAI) im Gran-Sasso-Massiv im Abruzzischen Apennin. Die Hütte verfügt über 12 Schlafplätze und ein Winterlager mit 8 Plätzen und ist in der Regel im Juli und August an Wochenenden geöffnet.

## Lage
Die Hütte liegt im oberen Talabschluss des Val Maone dem Kar Campo Pericoli auf 2231 m s.l.m. südwestlich der Corno Grande im Nationalpark Gran Sasso und Monti della Laga. Südlich grenzt die Nordseite des Monte Portella den direkten Übergang zum Campo Imperatore ab. Am Rifugio Garibaldi führt der Fernwanderweg Sentiero Italia vorbei.

## Geschichte
Das Rifugio Garibaldi wurde im September 1886 feierlich eröffnet und stellte den Grundstein für die bergsteigerische und touristische Erschließung des Gran Sasso dar. Die von der Sektion Rom des CAI aus 15 cm starken Steinplatten und Zement errichtete aus zwei Zimmern bestehende einfache Hütte war nicht nur die erste Schutzhütte auf dem Gran Sasso, sondern die erste Schutzhütte des Apennin überhaupt. Nachdem 1884 der Standort ausgemacht worden war, wurde die Hütte unter großen logistischen Schwierigkeiten in zwei Jahren fertiggestellt. Dabei erwies sich der gewählte Standort im Nachhinein als unglücklich heraus, da er in einer Mulde gelegen bis in den Frühsommer meterhoch unter Schnee lag und so nicht nur den Zugang zur Hütte zeitlich begrenzte, sondern die Hütte durch den Schnee auch in Mitleidenschaft zog. Mit dem Bau des neuen nicht weit entfernten Rifugio Duca degli Abruzzi 1908, verlor das Rifugio Garibaldi bald an Bedeutung und verwahrloste zusehends. 1924 wurde die Führung der Hütte der Sektion L’Aquila des CAI übergeben, die sie restaurieren ließ. Mit dem Bau der ersten touristischen Einrichtungen für den Wintersport in Campo Imperatore Anfang der 1930er Jahre, dem Albergo Campo Imperatore aus dem später Mussolini befreit werden sollte und einer ersten Aufstiegsanlage, begann eine erneute Phase des Niedergangs. Im Laufe der Zeit wurde das Rifugio nur noch sporadisch genutzt und mehr oder weniger seinem Schicksal überlassen. 1977 ging die Hütte in den Besitz der Sektion L’Aquila über, die das heruntergekommene Gebäude 1978 sanieren ließ und wiedereröffnete.

## Zugänge
- Von Prati di Tivo, 1450 m ⊙ auf Weg 100, 102, 101 in 3 Stunden
- Von der Bergstation La Madonnina, 2015 m ⊙ auf Weg 103, 101 in 2 ½ Stunden
- Von Campo Imperatore, 2120 m ⊙ auf Weg 101 in 1 Stunde

## Übergänge und Nachbarhütten
- Zum Rifugio Franchetti, 2230 m ⊙ auf Weg 101, 103 in 1 ½ – 2 Stunden.
- Zum Rifugio Duca degli Abruzzi, 2388 m ⊙ auf Weg 101, 161 in 40 Minuten.